# Sándorháza község
Sándorháza község (románul: Comuna Șandra) község Temes megyében, Romániában. Központja Sándorháza, hozzá tartozik Újhely.

## Népessége
A 2011-es népszámlálás adatai alapján a község népessége 2882 fő volt.

## Története
2004-ben vált ki Billéd községből és szervezték önálló községgé.